# Weardley
Weardley – wieś w Anglii, w hrabstwie ceremonialnym West Yorkshire, w dystrykcie metropolitalnym Leeds. Leży 12 km na północ od centrum miasta Leeds i 283 km na północ od Londynu.